# SN 2010fe
SN 2010fe – supernowa typu Ia odkryta 1 czerwca 2010 roku w galaktyce A160852+5500. W momencie odkrycia miała maksymalną jasność 22,40m.